# Luminosité de ralentissement
Pour les articles homonymes, voir Luminosité (homonymie).
En astronomie, la luminosité de ralentissement (spin-down luminosity en anglais) est l'énergie rayonnée par un pulsar en raison de la diminution de sa vitesse de rotation et de son champ magnétique élevé.

## Formule
Un pulsar est une étoile à neutrons en rotation rapide. Son axe magnétique n'étant pas confondu avec son axe de rotation (comme pour la Terre), il y a émission d'un rayonnement électromagnétique une direction liée à celle de ses pôles magnétiques, ce rayonnement balayant un cône dans l'espace, du fait de la rotation du pulsar. Son signal est ainsi reçu sous la forme d'une impulsion brève et périodique, permettant de mesurer sa période de rotation avec une très grande précision (de l'ordre de 10-12[pas clair]). Cette précision permet le plus souvent de mesurer un très faible allongement de la période de rotation de l'astre, interprété comme étant dû à des pertes d'énergie, résultant probablement en partie d'un rayonnement dipolaire magnétique.[réf. nécessaire]
En connaissant la période de rotation P du pulsar, il est possible de déterminer son énergie cinétique de rotation par la formule
{\displaystyle E={\frac {1}{2}}I\omega ^{2}},
où I est le moment d'inertie du pulsar et ω sa vitesse angulaire, reliée à la période par la formule usuelle
{\displaystyle \omega ={\frac {2\pi }{P}}}.
Le ralentissement du pulsar se traduit par une lente augmentation de la période au cours du temps, notée {\displaystyle {\dot {P}}}. La vitesse angulaire du pulsar varie donc elle aussi, suivant la loi
{\displaystyle {\dot {\omega }}=-2\pi {\frac {\dot {P}}{P^{2}}}}.
L'énergie cinétique de rotation varie donc au cours du temps selon la loi
{\displaystyle {\dot {E}}=I\omega {\dot {\omega }}=-4\pi ^{2}I{\frac {\dot {P}}{P^{3}}}}.
La luminosité de ralentissement L est égale à la puissance dissipée par ce processus, ce qui correspond don à l'opposé de ce qui est perdu par le pulsar :
{\displaystyle L=-{\dot {E}}=4\pi ^{2}I{\frac {\dot {P}}{P^{3}}}}.

## Ordre de grandeur
La formule ci-dessus fait intervenir le moment d'inertie du pulsar. Celui-ci n'est pas directement mesurable, mais peut être prédit par l'étude de la structure des étoiles à neutrons. Les calculs montrent que d'une part la masse M d'une étoile à neutrons varie peu d'un objet à l'autre (entre 1,2 et 1,5 masse solaire), et que le rayon R d'une étoile à neutrons décroît avec sa masse, aussi son moment d'inertie, proportionnel au produit M R2 est-il peu dépendant de la masse. En pratique, on assigne aux pulsars une valeur canonique constante. Dans ces conditions, la luminosité de ralentissement est strictement proportionnelle à la quantité {\displaystyle {\dot {P}}/P^{3}}.

## Bilan énergétique
Il est en général difficile d'effectuer un bilan énergétique complet d'un pulsar et de son environnement. Cela est possible, du moins partiellement pour les pulsars jeunes encore situés au seuil du rémanent de la supernova qui lui a donné naissance. Dans ce cas, il est possible d'estimer la quantité d'énergie nécessaire pour expliquer la dynamique du rémanent. Cela reste cependant difficile, car de tels rémanents (dits pleins, parfois appelés plérions) ont une structure relativement complexe. Dans le cas du pulsar du Crabe, dont la formation remonte à un peu moins de 1000 ans, on remarque que la vitesse d'expansion de la matière éjectée lors de l'explosion a aujourd'hui une vitesse supérieure à celle qui serait nécessaire pour rendre compte d'une explosion s'étant produite. En effet, l'expansion de la matière éjectée se fait, dans les premières phases, à vitesse constante. Il existe donc une relation simple simple entre la vitesse d'expansion, l'âge et la taille physique du rémanent. Cette relation n'est pas vérifiée pour la matière composant la matière éjectée lors de cet événement, formant la Nébuleuse du Crabe, dont la vitesse d'expansion est plus élevée qu'attendue. Ce désaccord peut s'expliquer par le fait que la matière éjectée par l'explosion a été progressivement accélérée par l'émission de rayonnement du pulsar central. De plus, la luminosité de la nébuleuse est très importante, et ne peut s'expliquer que par la présence d'une source d'énergie importante en son sein. Finalement, une puissance minimale de 1,5×1031 W (soit près de 100 000 luminosités solaires émise en continu depuis l'explosion est nécessaire pour expliquer la structure de cette nébuleuse. Avec une luminosité de ralentissement de 1,5×1031 W, le pulsar du Crabe est parfaitement en mesure de rendre compte de la dynamique observée. D'ailleurs, c'est précisément en effectuant ce genre de bilan énergétique que l'astrophysicien italien Franco Pacini a été en mesure de prédire l'existence du pulsar du Crabe quelques mois avant sa découverte.
Enfin, il existe des pulsars pour lesquels la luminosité de ralentissement est inférieure à la luminosité totale observée. C'est le cas de la classe de pulsars appelés pulsars X anormaux, dont la luminosité rayonnée dans le domaine des rayons X excède de beaucoup la lumimnosité de ralentissement. Il est donc nécessaire de faire appel à une autre source d'énergie que le ralentissement du pulsar pour expliquer le comportement de ces objets. En l'occurrence, la dynamique de l'intérieur à la fois superfluide et supraconducteur de ces astres pourrait rendre compte de l'excès d'émission observé en X.